# Eugène de Peellaert
Eugène de Peellaert (Brugge, 26 april 1790 - Sint-Kruis, 12 mei 1873) was burgemeester van de West-Vlaamse gemeente Sint-Andries.

## Familie
Eugène Marie Désiré Ghislain de Peellaert stamde uit de familie De Peellaert die adelbrieven had vanaf het einde van de zeventiende eeuw en heel wat burgemeesters had geleverd aan het Brugse Vrije. Hij was de oudste zoon van baron Anselme de Peellaert (Brugge, 23 november 1764 - 14 januari 1817) en Isabelle d'Affaytadi van de graven van Gistel (Brussel, 2 april 1769 - Sint-Joost-ten-Node, 1853). Zijn broer Auguste de Peellaert (Brugge, 12 maart 1793 - Sint-Joost-ten-Node, 16 april 1876) was later niet alleen luitenant-kolonel in het Belgisch leger, maar werd een veelzijdig kunstenaar: auteur van romans, componist van muziekstukken, vooral aquarellist.
Anselme de Peellaert had zich ontpopt tot een overtuigd revolutionair tijdens de Brabantse en de Franse Revolutie op het einde van de achttiende eeuw en was vooral een aanhanger geworden van Napoleon. In Brugge werd hij voorzitter van het kiescollege van het Leiedepartement en in 1809 trok hij naar Parijs waar hij kamerheer van de keizer werd en tot comte de l'Empire (graaf) promoveerde. Zoals veel van zijn soortgenoten verteerde hij een fortuin aan het hoog houden van zijn nieuw verworven status en toen hij verhoopte dat de keizer hem uit de nood zou helpen, was die zelf in hoge nood en weldra verdwenen.
Het gezin De Peellaert kwam naar Brugge terug, waar Anselme zich vergeefs weerde tegen zijn schuldeisers. Toen hij in januari 1817 het hoofd neerlegde was het familievermogen weggesmolten en zijn weduwe en de drie kinderen deden afstand van de erfenis.
Een van de investeringen die hem de das had omgedaan, naast de bouw van een empirehuis in de Hoogstraat en de aankoop van nationale goederen zoals het klooster van de jacobinessen, was het empirekasteel Het Forreyst dat hij in de Doornstraat in Sint-Andries had gebouwd en dat hij zo weelderig en groots mogelijk wilde, met de hoop dat Napoleon er ooit zou komen logeren. Toen de werken werden stopgezet was Het Forreyst, dat nog bestaat, maar een deel van wat het had moeten worden.

## Burgemeester
Ook Eugène De Peellaert had samen met zijn broer Auguste en zijn zus Hortense "la grande vie" gekend in Parijs. Hij was al vanaf 1806 gaan studeren in de school van mijnheer Lemoine, dicht bij de Champs Elysées. Daarna begon hij aan studies in de rechten. Het is ook niet uitgesloten dat hij, net als zijn broer, een of andere militaire opleiding ontving.
Dat hij in 1814 maire (burgemeester) van Sint-Andries werd, mag doen aannemen dat hij Het Forreyst bewoonde. Dat hij in 1816 al werd vervangen, mag doen veronderstellen dat het faillissement van zijn vader hem uit Het Forreyst en uit Sint-Andries had verdreven. Zijn voorganger als burgemeester was Philippe Gevaert en zijn opvolger Petrus Maene, die zijn adjunct was geweest.
De insolventie van de vader verhinderde de kinderen De Peellaert niet om hun stand zo goed mogelijk hoog te houden. Wellicht was er toch nog een en ander gered, voornamelijk van moeders zijde. De Peellaert moest nochtans wel werken en aanvaardde in het Verenigd Koninkrijk der Nederlanden het bescheiden ambt van districtscommissaris (later arrondissementscommissaris genoemd). Hij oefende dit ambt uit in Poperinge, Diksmuide en Brugge.
In december 1822 slaagde hij er in zijn adellijke status te laten erkennen samen met de overdraagbare barontitel. Dit bracht mee dat hij lid werd van de provinciale staten van West-Vlaanderen. Hij kon ook rekenen op hooggeplaatste familieleden, zoals zijn neef Pie de Crombrugghe, kabinetssecretaris van koning Willem I, zijn oom Alexandre François Ghislain van der Fosse, gouverneur van Noord-Brabant en van Antwerpen en die zijn broer Hyacinthe van der Fosse, gouverneur van West-Vlaanderen.

## Gezin
Eugène de Peellaert was 38 toen hij in 1828 trouwde met de zeventien jaar jongere Hortense van Hoonacker (Brugge, 1807 - 1883). Ze was een burgermeisje, maar gelet op de fortuintoestand van de familie, een goede partij. Ze kregen twee zoons en een dochter.
Wat De Peellaert uitrichtte tussen 1830 en zijn overlijden in 1873 is niet duidelijk. Wellicht kon hij gewoon rentenieren. Wat zeker is, is dat hij zich voor geschiedenis en genealogie interesseerde en dat hij in 1831 het kasteel De Vijvers aankocht in Sint-Kruis en er de rest van zijn leven woonde. Zijn tweede zoon werd er geboren en hij en zijn jongere zus trouwden met een broer en een zus uit de familie de Maleingreau d'Hembise, die het nabije kasteel Puienbroek bewoonde. Kleinzoon Ferdinand de Maleingreau d'Hembise was gedurende een kwarteeuw burgemeester van Sint-Kruis.